# Weyoun
Weyoun je fiktivní postava ze seriálu Star Trek: Stanice Deep Space Nine. Slouží jako velvyslanec Dominionu. Patří k rase Vortů.
V seriálu vystupuje celkem pět jeho klonů. Weyoun IV. byl velitel bojového stíhače. Zabil ho jeden z jeho vlastních vojáků, prý za to, že pochyboval o úspěchu výpravy. Weyoun V. měl nejvýznamnější postavení. Pracoval jako velvyslanec i velitel armády v kvadrantu alfa. Dlouho také pobýval na stanici Deep Space Nine. Zemřel při údajné poruše transportéru, ale z okolností vyplývá, že šlo pravděpodobně o atentát. Weyoun VI. byl vadný klon, dezertoval a spáchal sebevraždu pomocí smrtícího implantátu, aby zachránil konstábla Oda. Weyoun VII. působil na Cardassii. Zabil ho poručík Worf. Weyoun VIII. pracoval také na Cardassii. Na konci války ho zastřelil Elim Garak, poté, co urazil Cardassii.